# Petrocosmea kerrii
Petrocosmea kerrii är en tvåhjärtbladig växtart som beskrevs av William Grant Craib. Petrocosmea kerrii ingår i släktet Petrocosmea och familjen Gesneriaceae.

## Underarter
Arten delas in i följande underarter:
- P. k. crinita
- P. k. kerrii